# كلية الآداب (جامعة القاهرة)
كلية الآداب جامعة القاهرة، هي كلية أديبة تأسست عام 1908، وتقع في نطاق الحرم الجامعي للجامعة بمدينة الجيزة، مصر.

## تاريخ الكلية

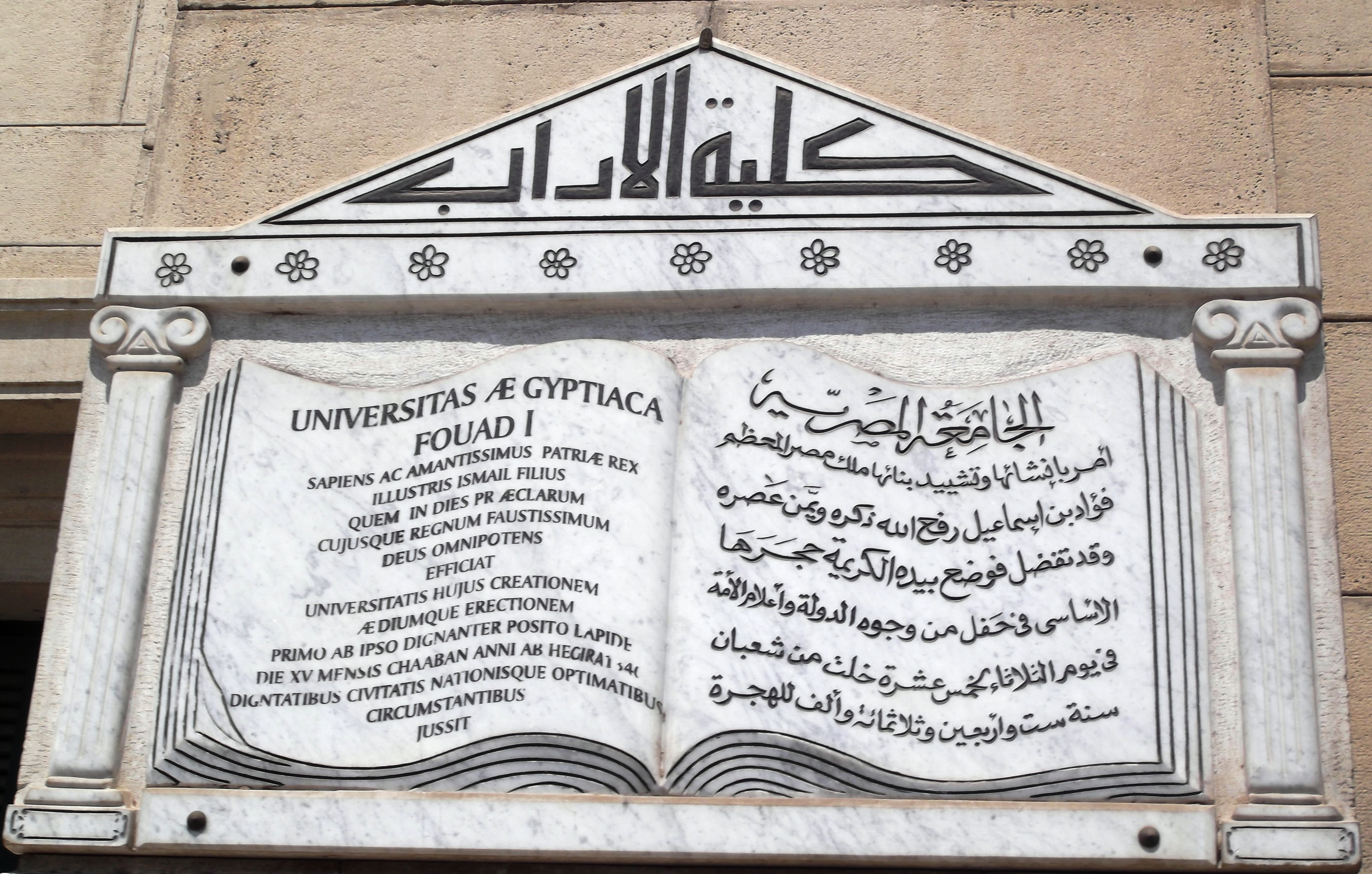
اللوحة الرخامية الخاصة بافتتاح الكليّة.

يرجع تاريخ كلية الآداب إلى عام 1908 حين تأسست الجامعة الأهلية، وكانت الدراسات الأدبية أهم شعبة فيها، وقد بدأت هذه الجامعة حياتها بمحاضرات في الثقافة العامة يلقيها أساتذة من المصريين والأجانب، ونتيجة لما حققته الجامعة الأهلية من آمال كبار عبرت عن تطلعات المصريين، فكرت الحكومة في عام 1917 في إنشاء جامعة حكومية، وألفت لجنة لذلك أشارت بضم المدارس العليا القائمة إلى الجامعة في فبراير سنة 1923، وتم الاتفاق بين الحكومة وإدارة الجامعة الأهلية على الاندماج في الجامعة الجديدة على أن تكون كلية الآداب نواة لهذه الجامعة.
في 11 مارس سنة 1925 صدر مرسوم بقانون بإنشاء الجامعة الحكومية باسم الجامعة المصرية وكانت مكونة من كليات أربع هي: الآداب ــ العلوم ــ الطب ــ الحقوق. في أكتوبر من العام نفسه ضمت مدرسة الآثار التي كانت تابعة وقتئذ لمدرسة المعلمين العليا لكلية الآداب.

## أقسام الكلية
- قسم اللغة العربية وآدابها.
- قسم اللغة الإنجليزية وآدابها.
- قسم اللغة الفرنسية وآدابها.
- قسم اللغة الألمانية وآدابها.
- قسم اللغة الإسبانية وآدابها.
- قسم اللغة الإيطالية وآدابها.
- قسم اللغات الشرقية وآدابها.
- قسم اللغة الروسية وآدابها.
- قسم اللغة اليابانية وآدابها.
- قسم اللغة الصينية وآدابها.
- قسم الدراسات اليونانية واللاتينية وآدابها.
- قسم اللغة اليونانية الحديثة وآدابها.
- قسم علم النفس.
- قسم علم الاجتماع.
- قسم الوثائق والمكتبات والمعلومات.
- قسم الجغرافيا.
- قسم التاريخ.
- قسم الفلسفة.